# Hồ Phấn
Hồ Phấn (chữ Hán: 胡奋, ? – 288), tự Huyền Uy, người huyện Lâm Kính, quận An Định , tướng lãnh cuối đời Tào Ngụy thời Tam Quốc, đầu đời Tây Tấn, ngoại thích nhà Tây Tấn.

## Cuộc đời và sự nghiệp
Phấn là con của Xa kị tướng quân, Âm Mật hầu Hồ Tuân nhà Tào Ngụy. Phấn tính sáng suốt, có mưu lược, từ nhỏ thích võ nghệ. Khi Tư Mã Ý chinh phạt Liêu Đông, Phấn là bạch y (tức là không có quan chức) hầu hạ bên cạnh, được đãi ngộ rất tốt. Sau khi trở về được làm Hiệu úy, dần thăng làm Từ Châu thứ sử, phong Dương Hạ tử. Hung Nô trung bộ soái Lưu Mãnh nổi dậy (271), triều đình sai Kiêu kỵ tướng quân Lộ Phiền đánh dẹp, lấy Phấn làm Giám quân, Giả tiết, dừng quân Khanh Bắc, làm hậu viện cho Phiền. Về sau Mãnh bị thủ hạ là Lý Khác giết chết, Phấn tham gia đánh dẹp có công, dần được thăng làm Chinh nam tướng quân, Giả tiết, Đô đốc Kinh Châu chư quân sự, rồi thăng làm Hộ quân, gia Tán kỵ thường thị. Phấn là con nhà tướng, nửa đời sau lại ham học, đủ khả năng làm việc văn thư; tại nhiệm sở được tiếng thanh liêm, ở vùng biên cũng có ân uy.
Năm Thái Thủy thứ 9 (273), Tấn Vũ đế nhác chánh sự mà ham nữ sắc, tuyển chọn con gái của công khanh sung vào lục cung, con gái của Phấn được tuyển làm quý nhân. Phấn chỉ có hai con, 1 trai 1 gái; con trai làm Nam Dương vương hữu, mất sớm. Nghe tin con gái được làm quý nhân, Phấn khóc nói: "Lão nô sao mãi không chết, chỉ có hai đứa con, nam ở dưới chín tầng đất, nữ ở trên chín tầng trời." Phấn phục vụ 3 đời họ Tư Mã, con gái lại được sủng ái, nên được đãi ngộ rất hậu. Được thăng làm Tả bộc xạ, gia Trấn quân đại tướng quân, Khai phủ nghi đồng tam tư. Khi ấy Dương Tuấn cậy con gái làm hoàng hậu mà kiêu ngạo tự đắc, Phấn nói với ông ta rằng: "Anh cậy vào con gái để càng ngày càng ngang ngược à? Xét những triều đại trước, kết thân với thiên tử, chưa có ai không bị diệt môn, chỉ là sớm muộn mà thôi. Xem hành vi của anh, chính là nguyên nhân đẩy nhanh tai vạ đến." Tuấn nói: "Con gái anh chẳng phải cũng ở trong nhà của thiên tử ư?" Phấn nói: "Con gái tôi chỉ là nữ tỳ của con gái anh, sao có thể gây hại gì?" Mọi người đều lo sợ cho Phấn, Tuấn tuy ngậm hờn, nhưng không thể hại ông.
Tháng 2 ÂL năm Hàm Ninh thứ 2, người Hồ ở Tịnh Châu xâm phạm biên thùy, Phấn đang ở chức Giám Tịnh Châu chư quân sự, đánh bại bọn họ.
Tháng 9 ÂL năm thứ 3 (277), Phấn đang làm Tả tướng quân, được nhận chức Đô đốc Giang Bắc chư quân sự.
Tháng 11 ÂL năm thứ 5 (279), Phấn đang làm Bình nam tướng quân, nhận lệnh tham gia đại quân đánh Đông Ngô, đem quân ra khỏi Hạ Khẩu.
Năm Thái Khang đầu tiên (280), Phấn chiếm Giang An.
Tháng 2 ÂL năm thứ 9 (288), Phấn mất khi đang ở chức Thượng thư hữu bộc xạ, tước Dương Hạ hầu, được tặng Xa kỵ tướng quân, thụy là Tráng.

## Hậu nhân
- Con trai: không rõ tên, mất sớm
- Con gái: Hồ Phương, làm Quý tần của Tấn Vũ đế, sanh ra Vũ An công chúa [4]